# Meus Segredos
Meus Segredos é o álbum de estréia da cantora e atriz brasileira Leilah Moreno. Lançado no dia 21 de maio de 2002, pela Warner Brothers. O álbum recebeu alta divulgação no Programa Raul Gil da Rede Record em 2002. Vendeu cerca de 50 mil cópias.

## Antecedentes
Em 1999 começou a participar do quadro "Quem Sabe Canta, Quem Não Nabe Dança" do Programa Raul Gil na Rede Record. Após conquistar os jurados da competição e o público, a gravadora Warner Brothers em 2001 entrou em contato com a cantora e assinou um contrato de dois álbuns de estúdio.

## Alinhamento de faixas
| Edição padrão |                              |                              |              |         |  |
| N.º           | Título                       | Compositor(es)               | Produtor(es) | Duração |  |
| 1.            | "Meus Segredos"              |                              |              |         |  |
| 2.            | "Quem Quer Ficar Comigo"     |                              |              |         |  |
| 3.            | "Tanto Faz"                  |                              |              |         |  |
| 4.            | "O Que Eu Quero"             |                              |              |         |  |
| 5.            | "Vida Nova"                  |                              |              |         |  |
| 6.            | "It´s Raining Man"           |                              |              |         |  |
| 7.            | "Não Tenho Hora Para Voltar" |                              |              |         |  |
| 8.            | "I Have Nothing"             | David Foster, Linda Thompson |              |         |  |
| 9.            | "Não Tenho Hora Para Voltar" |                              |              |         |  |
| 10.           | "Sweet Child O´Mine"         |                              |              |         |  |
| 11.           | "Quero Você"                 |                              |              |         |  |
| 12.           | "Primeira Vez"               |                              |              |         |  |
| 13.           | "Meus Segredos (Remix)"      |                              |              |         |  |
| 14.           | "Primeira"                   |                              |              |         |  |